# وولفرام باولوس
وولفرام باولوس (بالألمانية: Wolfram Paulus)‏ (و. 1957  م) هو مخرج أفلام، وكاتب سيناريو نمساوي.

## التعليم
تعلم في جامعة التلفاز والأفلام في ميونخ ‏
.

## وصلات خارجية
- وولفرام باولوس على موقع IMDb (الإنجليزية)
- وولفرام باولوس على موقع ألو سيني (الفرنسية)
- وولفرام باولوس على موقع أول موفي (الإنجليزية)
- وولفرام باولوس على موقع قاعدة بيانات الأفلام السويدية (السويدية)
- وولفرام باولوس على موقع قاعدة بيانات الفيلم (الإنجليزية)
- وولفرام باولوس على موقع كينوبويسك (الروسية)